# Johann Andreas Bach
Johann Andreas Bach (1713-1779) fue un oboísta y organista alemán.
Hijo de Johann Christoph Bach (1671-1721), nació en Ohrdruf. Desde 1773 fue oboísta en el Regimiento de dragones de Gotha y después fue músico de corte del conde Von Gleichen y organista en Ohrdruf, en las iglesias de la Trinidad y en San Miguel.
Fue padre de Johann Christoph Georg Bach (1747-1814).